# Fritillaria imperiale in un vaso di rame
La Fritillaria imperiale in un vaso di rame è un dipinto realizzato da Vincent van Gogh nel 1887 e attualmente conservato presso il Musée d'Orsay di Parigi. 
Le dimensioni del dipinto sono 73,5 × 60,5 cm. I fiori ritratti da Van Gogh appartengono alla specie Fritillaria imperialis.